# Composé organofer
Un composé organofer est un composé organométallique contenant une liaison carbone−fer,. Ces composés sont employés en synthèse organique comme réactifs tels que le pentacarbonyle de fer Fe(CO)5, le nonacarbonyle de difer Fe2(CO)9 ou encore le tétracarbonylferrate de disodium Na2[Fe(CO)4], parfois appelé plus simplement réactif de Collman. Bien que le fer soit généralement moins actif que les autres métaux dans de nombreuses catalyses, il est meilleur marché et plus écologique.
Les composés organofer contiennent une grande variété de ligands qui mettent en œuvre la liaison Fe−C. Comme pour d'autres organométalliques, ces ligands sont essentiellement des dérivés de la phosphine PH3, le carbonyle C≡O et le cyclopentadiényle C5H5−, tandis que des ligands durs tels que des amines sont également employés.

## Fer(−II) et fer(0)

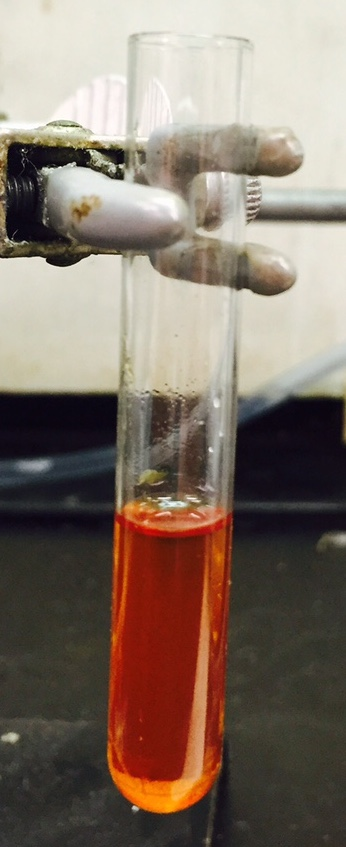
.

### Complexes de carbonyle
Les trois carbonyles binaires neutres sont parmi les principaux carbonyles de métal : pentacarbonyle de fer Fe(CO)5, nonacarbonyle de difer Fe2(CO)9 et dodécacarbonyle de trifer Fe3(CO)12. Divers ligands tels que des alcènes et des phosphines peuvent y remplacer un ou plusieurs carbonyles. On prépare un complexe de fer(−II) tel que le tétracarbonylferrate de disodium Na2[Fe(CO)4] en réduisant le Fe(CO)5 avec du sodium pur. Ces réactifs anioniques très nucléophiles peuvent être alkylés et carbonylés pour donner des dérivés d'acyle susceptibles de donner des aldéhydes par protonolyse :
LiFe(CO)4(C(O)R) + H+ ⟶ RCHO (+ produit contenant du fer).
Des acyles de fer semblables peuvent être obtenus en traitant du Fe(CO)5 aux organolithiens :
ArLi + Fe(CO)5 ⟶ LiFe(CO)4C(O)Ar.
Dans ce cas, le carbanion attaque un ligand CO. Dans une réaction complémentaire, le tétracarbonylferrate de disodium peut être employé pour convertir des chlorures d'acyle  en aldéhydes. De semblables réactions peuvent être obtenues avec les sels de l'anion [HFe(CO)4]−.

### Dérivés monoalcène-Fe(0)-CO

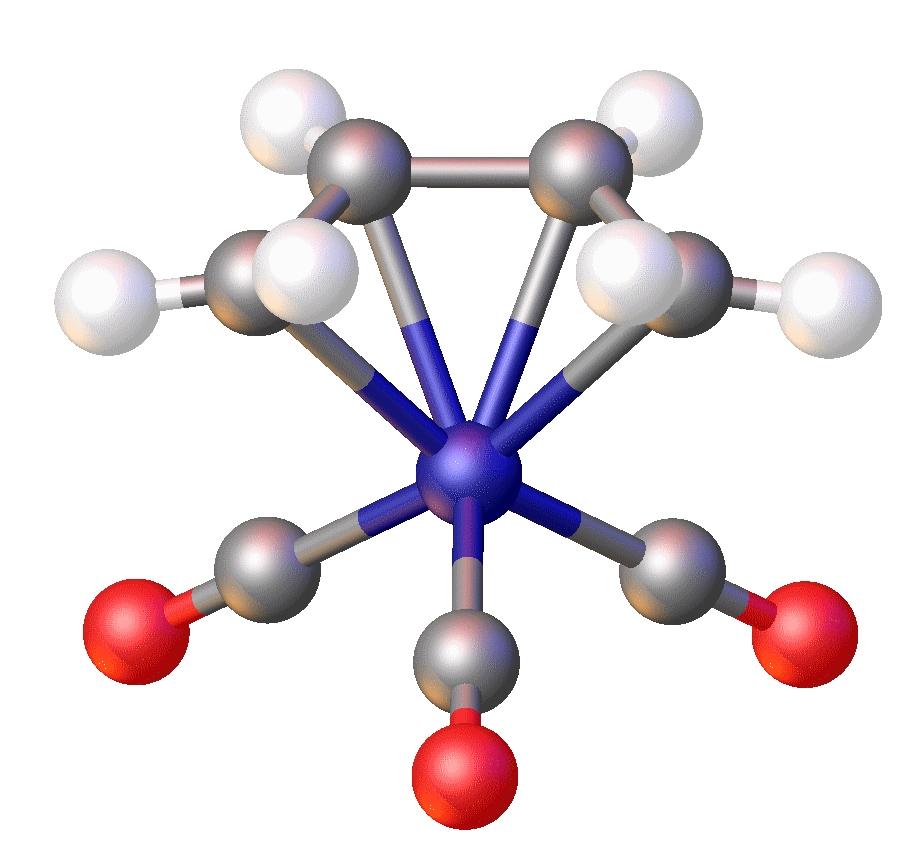
(Butadiène)fer tricarbonyle.

Le pentacarbonyle de fer Fe(CO)5 réagit avec les alcènes pour donner des complexes de la forme (alcène)Fe(CO)4.

### Dérivés diène-Fe(0)-CO
Les complexes de fer et de diènes sont généralement préparés à partir de Fe(CO)5 ou de Fe2(CO)9. On connaît des dérivés de diènes courrants tels que le cyclohexadiène, le norbornadiène et le cyclooctadiène, mais même le cyclobutadiène peut être stabilisé. Le butadiène en complexe avec un carbonyle de fer adopte une conformation cis. Les carbonyles de fer sont de possibles groupes protecteurs pour les diènes, pouvant les protéger de réactions de Diels-Adler ou d'hydrogénations. Le (cyclobutadiène)fer tricarbonyle (η4-C4H4)Fe(CO)3 est obtenu à partir de 3,4-dichlorocyclobutène C4H4Cl2 et de Fe2(CO)9.
Les cyclohexadiènes, dont plusieurs dérivent de composés aromatiques par réduction de Birch, forment des dérivés (diène)Fe(CO)3. L'affinité de l'unité Fe(CO)3 pour les diènes conjugués se manifeste à travers la capacité des carbonyles de fer à catalyser l'isomérisation du 1,5-cyclooctadiène en 1,3-cyclooctadiène. Les complexes de cyclohexadiène perdent des anions hydrure pour donner des cations cyclohexadiényle, susceptibles d'addition sur des nucléophiles. La perte d'hydrures sur des complexes (cyclohexadiène)fer(0) donne le dérivé ferreux,.
Le complexe énone (benzylidèneacétone)fer tricarbonyle (η4-C6H5CH=CHC(O)CH3)Fe(CO)3 est une source d'unités Fe(CO)3 et permet d'obtenir d'autres dérivés. Il est utilisé de manière semblable au Fe2(CO)9.

### Dérivés alcyne-fer(0)-CO
Les alcynes réagissent avec les carbonyles de fer pour donner de nombreux dérivés. Il s'agit par exemple de ferroles (C4R4)Fe2(CO)6, de (p-quinone)Fe(CO)3, de (cyclobutadiène)Fe(CO)3 et de divers autres complexes.

### Complexes de Fe(0) et de triènes et polyènes

Bis(cyclooctatétraène)fer, complexe de Fe(0) dépourvu de ligand CO.

On connaît des complexes de fer stables avec ou sans ligands CO pour une grande variété d'hydrocarbures polyinsaturés, tels que le cycloheptatriène, l'azulène et le bullvalène. Dans le cas du cyclooctatétraène (COT), les dérivés sont par exemple Fe(COT)2, Fe3(COT)3 et diverses combinaisons de carbonyle et de cyclooctatétraène tels que Fe(COT)(CO)3 et Fe2(COT)(CO)6.

## Fer(I) et fer(II)
Fe(II) étant un état d'oxydation courant du fer, on connaît de nombreux complexes organofer(II). Les complexes de Fe(I) présentent souvent des liaisons Fe−Fe mais il y a des exceptions, comme le complexe [(anthracène)2Fe]−.

### Ferrocène et dérivés
Le développement rapide de la chime des composés organométalliques au cours du XXe siècle a commencé avec la découverte du ferrocène (η5-C5H5)2Fe, complexe très stable qui a éclipsé la synthèse de nombreux complexes sandwich apparentés. On obtient du ferrocène par la réaction de cyclopentadiénure de sodium Na(C5H5) et de chlorure de fer(II) FeCl2 :
2 Na(C5H5) + FeCl2 ⟶ (η5-C5H5)2Fe + 2 NaCl.
Le ferrocène permet diverses réactions localisées sur ses ligands cyclopentadiényle C5H5− telles que des réactions de Friedel-Crafts et des lithiations. Certaines réactions de fonctionnalisation nucléophiles procèdent cependant par attaque initiale sur le centre Fe pour donner des espèces [Cp2Fe-Z]+ (où Z représente un ligand Z (en)), dans lesquelles le fer est formellement du Fe(IV). Par exemple, HF:PF5 et Hg(OTFA2) donne respectivement les complexes [Cp2Fe–H]+PF6– et Cp2Fe+–Hg–(OTFA)2 isolables ou observables par spectroscopie,,.
Le ferrocène a une architecture inhabituelle illustrée par la popularité de ligands tels que le 1,1'-bis(diphénylphosphino)ferrocène, utile en catalyse.
Le traitement du ferrocène avec le chlorure d'aluminium AlCl3 et le benzène C6H6 donne le cation [CpFe(C6H6)]+. L'oxydation du ferrocène donne un complexe bleu de ferrocénium. Des dérivés de fullerènes peuvent agir comme des ligands cyclopentadiényle très substitués.

### DérivésFp2, Fp–et Fp+
Le pentacarbonyle de fer Fe(CO)5 réagit avec le cyclopentadiène C5H6 pour donner l'espèce Fe(I) dinucléaire constituée du dimère de (cyclopentadiényl)fer dicarbonyle (CpFe(CO)2)2, souvent abrégé Fp2. La pyrolyse de ce dernier donne le cluster cuboïde (CpFe(CO))4.
Les ligands cyclopentadiényle substitués très encombrants peuvent donner des monomères Fe(I) isolables. Le complexe CpiPr5Fe(CO)2 a ainsi été caractérisé par cristallographie (CpiPr5 = iPr5C5, où iPr = isopropyle (CH3)2CH−).
La réduction de Fp2 par le sodium donne le NaFp, nucléophile puissant et précurseur de divers dérivés de type CpFe(CO)2R. Le dérivé [FpCH2S(CH3)2]+ a été utilisé dans des cyclopropanations. Le fragment Fp+ est un acide de Lewis qui forme facilement des complexes avec des éthers, des amines, la pyridine, ainsi que des alcènes des alcynes en coordination haptique η2. Le complexe [(η2-éther de vinyle)Fp]+ est un cation vinyle (en) masqué. Un complexe de méthane CH4 de structure [Fp(CH4)]+[Al(OC(CF3)3)4]– a été caractérisé par spectroscopie à l'aide d'un perfluoroalkoxyaluminate comme contre-ion non coordinant et de l'1,1,1,3,3,3-fexafluoropropane F3C−CH2−CF3 comme solvant non coordinant.
Les composés Fp-R sont prochiraux et des recherches utilisent les dérivés chiraux CpFe(PPh3)(CO)(acyle).

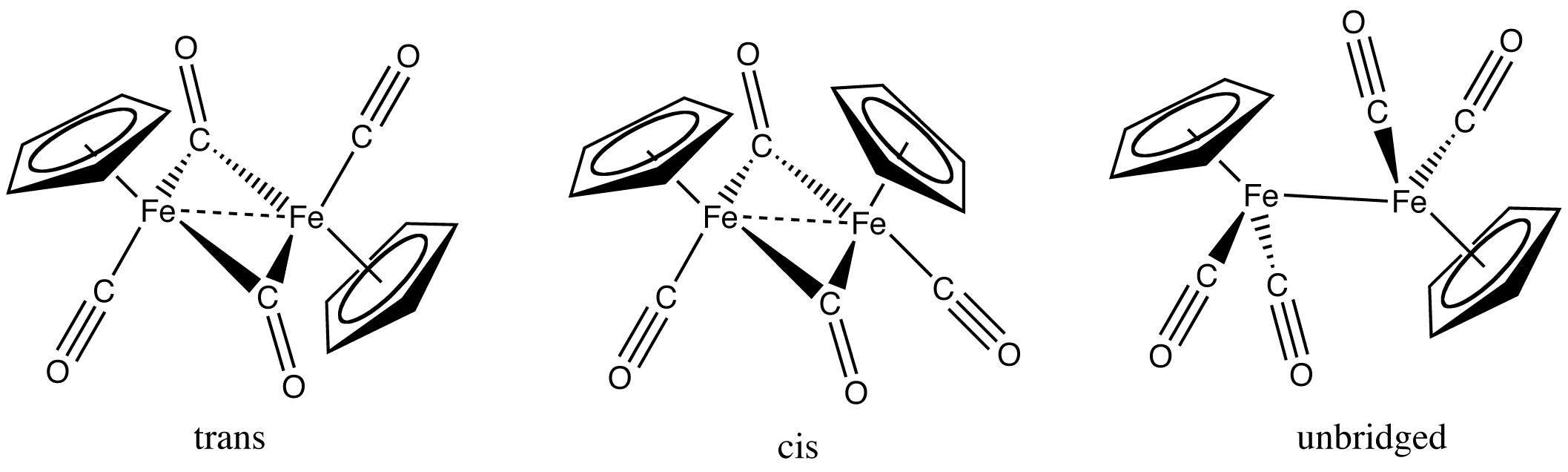
Dimère de (cyclopentadiényl)fer dicarbonyle.

### Composés d'alkyle, d'allyle et d'aryle

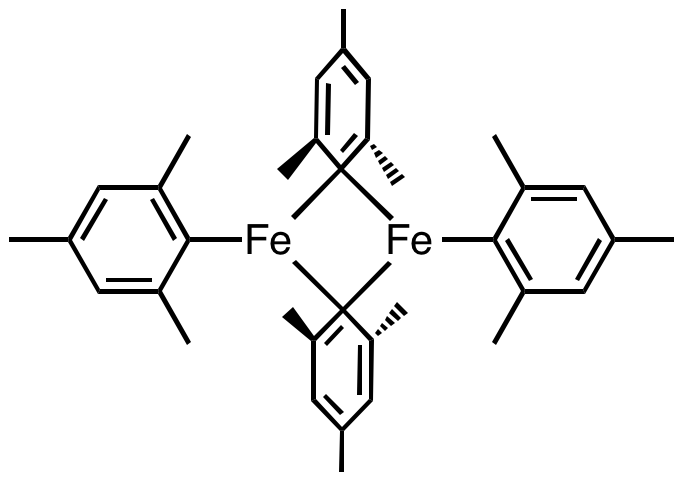
Tétramésityldifer, l'un des rares exemples de complexe perorganique de fer.

Les complexescomplexes peralkyle et peraryle de fer sont moins nombreux que les dérivés de cyclopentadiène et de carbonyle. Le tétramésityldifer (C6H2(CH3)3)4Fe2 en est un exemple.
Les complexes de type [(η3-allyle)Fe(CO)4]+ X− sont des synthons allyliques lors des réarrangements allyliques. En revanche, les complexes de type (η5-C5H5)Fe(CO)2(CH2CH=CHR) qui contiennent des groupes η1-allyliques sont analogues aux espèces allylmétalliques du groupe principal (M = B, Si, Sn, etc.) et réagissent avec des électrophile carbonés pour donner des produits d'allylation avec une sélectivité SE2’. Parallèlement, les complexes (allénylcyclopentadiényl)fer dicarbonyle présentent une réactivité analogue aux espèces allénylmétalliques du groupe principal et sont utilisés comme synthons propargyliques nucléophiles.

### Dérivés de soufre et de phosphore
Il se forme des complexes de type [(µ-RS)Fe(CO)3]2 et [(µ-RP)Fe(CO)3]2 généralement par réaction de thiols et de phosphines secondaires avec les carbonyles de fer. On peut également obtenir des thiolates à partir de disulfuro-bis(fer tricarbonyle) S2[Fe(CO)3)]2.

## Fer(III)
L'alkylation du chlorure de fer(III) FeCl3 par le bromure de méthylmagnésium CH3MgBr donne l'espèce [Fe(CH3)4]−, thermiquement labile. De tels composés peuvent être utiles pour les réactions de couplage croisé catalysées par le fer. Certains complexes organoferriques (à l'état d'oxydation Fe(III)) peuvent être obtenus par oxydation de composés organoferreux (à l'état d'oxydation Fe(II)), comme le ferrocénium [(C5H5)2Fe]+. On connaît également de nombreux complexes organoferriques de porphyrine, dont des dérivés d'alkyle et d'aryle,.

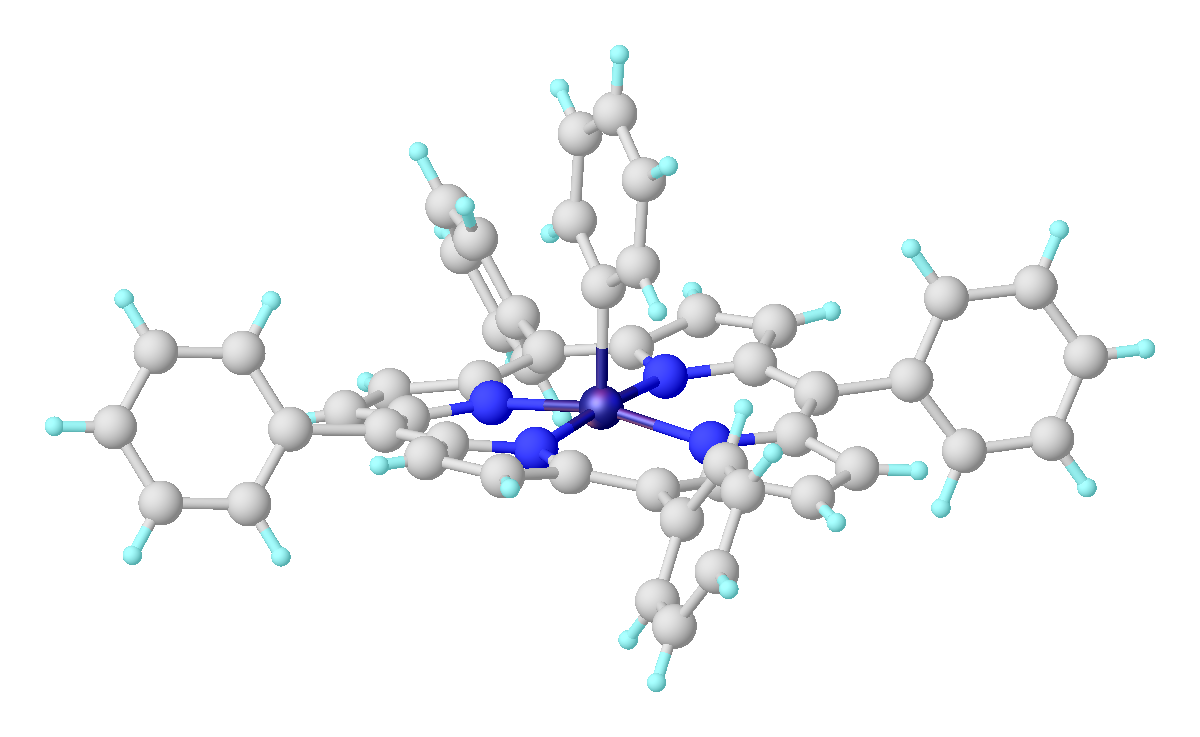
(tétraphénylporphyrine).

- C6H5Fe(tétraphénylporphyrine)[32].

## Fer(IV)

, exemple rare de complexe tétraédrique bas spin.

Le fer(IV) du Fe(norbornyle)4 est stabilisé par un ligand alkyle résistant à l'élimination de l'hydrure β. Le Fe(cyclohexyle)4 est cependant sensible à l'élimination de l'hydrure β ce qui n'empêche pas FeCy4, stable à −20 °C, d'être isolé et caractérisé par cristallographie ; cette stabilité inattendue est attribuée aux forces de dispersion ainsi qu'à des effets conformationnels qui défavorisent l'élimination de l'hydrure β.
L'oxydation à deux électrons du décaméthylferrocène (η5-C5Me5)2Fe donne le dication [(η5-C5Me5)2Fe]2+, lequel forme un complexe carbonyle (η5-C5Me5)2Fe(CO)(SbF6)2. Le ferrocène (η5-C5H5)2Fe peut également être protoné sur le fer par HF/AlCl3 ou HF/PF5 pour donner l'hydrure [(η5-C5H5)2FeH]+ [PF6]− formellement à l'état d'oxydation Fe(IV),.

## Fer(V), fer(VI) et fer(VII)
Des complexes bisimido de fer(V) et de fer(VI) ont été caractérisés en 2020 avec un ligand bis(carbène)borate bidenté. En raison de l'architecture du ligand de support, ces espèces constituent des complexes organométalliques de Fe(V) et de Fe(VI). Le complexe nitruro (en) [(TIMMNMes)FeVI(≡N)(F)](PF6)2·CH2Cl2 de fer(VI), où TIMMNMes représente le tris-[(3-mésityl-imidazol-2-ylidène)méthyl]amine), a été caractérisé par cristallographie en 2023. D'autres complexes de fer(V) apparentés ont également été caractérisés, tandis qu'une espèce à fer(VII) qui se décompose au-dessus de −50 °C a été caractérisée par spectroscopie Mössbauer.

## Complexes organofer en synthèse organique et en catalyse homogène
En catalyse industrielle, les complexes organofer sont peu utilisés par rapport aux organocobalteux et aux complexes organonickel (en). Le fer présente un intérêt comme réactif stœchiométrique en raison de son faible coût et de la faible toxicité de ses sels. Il est par exemple étudié dans les contextes suivants :
- réaction d'hydrogénation et de réduction, par exemple sous forme de complexe de Knölker ;
- réactions de couplage croisé. Des composés du fer tels que le tris-acétylacétonate de fer(III) Fe(acac)3 catalysent diverses réactions de couplage croisé entre un réactif de Grignard aryle ou alkyle et un halogénure d'aryle, d'alcényle (vinyle) ou d'acyle. Le couplage de Kumada, apparenté, fait appel à des catalyseurs à base de palladium et de nickel ;
- polymérisation des alcènes avec des catalyseurs dérivés de bases de Schiff[39].

## Biochimie
Dans le domaine des composés bioorganométalliques (en), on trouve des espèces organofer dans le site actif de certaines familles d'hydrogénases ainsi que de la monoxyde de carbone déshydrogénase.